# Махадзанга
Махадза́нга (малаг. Mahajanga, Мадзу́нга, Мажунга, фр. Majunga) — город на северо-западе Мадагаскара, центр одноимённой провинции. Население — 166 384 чел. (по оценке 2010 года). По территории города протекает река Бецибука, впадающая в залив Бумбетука.

## История

Баобаб перед резиденцией главы города. 1913 год, французские колониальные времена.

Пешеходный рикша перевозит семью белых колонизаторов. 1911 или 1912 г.

Город, основанный арабами, в XVIII веке являлся столицей королевства Буйна. На протяжении долгого времени Махадзанга являлась центром работорговли. В 1895 году город был захвачен французами.

## Экономика
Махадзанга является морским портом, вторым по важности на Мадагаскаре после Туамасины. Морской терминал приспособлен под контейнеровозы и небольшие (до 150 больших тонн) грузовые суда. Из-за небольшой глубины моря в районе порта, сюда могут заходить только относительно небольшие суда. Суда с большой грузоподъёмностью останавливаются за пределами порта, а грузы с них и на них перевозят специальные баржи. Ряд штормов, имевших место в декабре 2006 года, повредили часть оборудования порта, временно снизив эффективность его работы. Основным грузом, перевозимым через порт, являются замороженные креветки.
В городе расположен международный аэропорт, выполняющий рейсы на Коморы и Майотту. Также есть университет.

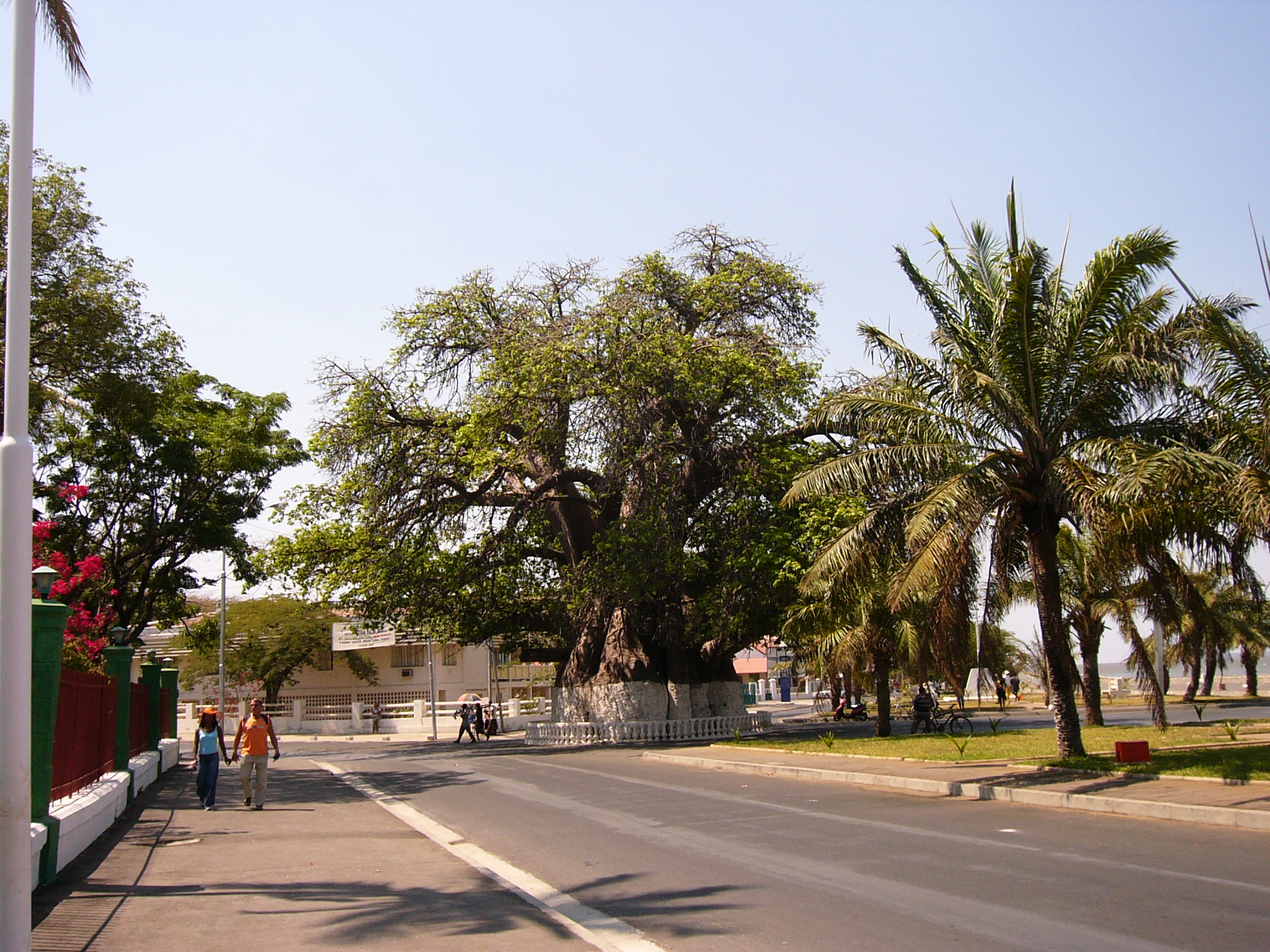
Баобабы на одной из улиц современного города.

Махадзанга является излюбленным местом как для местных, так и для зарубежных туристов, благодаря своим красивым пляжам, пальмовым аллеям (Ла Бору) и восьми месяцам тёплой погоды, практически без дождей.

## Разное
В городе есть большая мусульманская община. В 1977 году в Махадзанге имели место беспорядки на национальной почве, приведшие к бегству коморского меньшинства.
В Махадзанге есть католические и протестантские церкви, а также мечети.
В регионе время от времени вспыхивают эпидемии туберкулёза, малярии и других опасных заболеваний.